# Рада з економічних і фінансових питань
Ра́да з економі́чних і фіна́нсових пита́нь — одна з найстаріших конфігурацій Ради Європейського Союзу. Вона складається з міністрів економіки і фінансів усіх держав-членів Європейського Союзу або ж з міністрів, відповідальних за бюджет, коли обговорюються бюджетні питання.
ЕКОФІН часто співпрацює з Єврокомісаром, відповідальним за економічні і питальні питання і з Головою Центрального банку.

## Завдання
Рада працює у багатьох областях: координація економічної політики, економічні відносини з третіми країнами, економічний нагляд, контроль бюджетної політики держав-членів, державних фінансів, євро, фінансових ринків і руху капіталу. Разом з Європейським парламентом, вона кожного року приймає бюджет Європейського Союзу, який становить приблизно 100 мільярдів євро.

## Прийняття рішень
Рада збирається один раз на місяць і вирішує головним чином кваліфікованою більшістю в консультації або спільно з Європейським парламентом, за винятком фінансових питань, які вирішують одноголосно. Коли ЕКОФІН розглядає законопроєкти, пов'язані з євро, то держави-члени, валютою яких є не євро, не беруть участь у голосуванні.